# Appenzeller Volkskunde-Museum
| Appenzeller Volkskunde-Museum Stein | Appenzeller Volkskunde-Museum Stein                          |
| ----------------------------------- | ------------------------------------------------------------ |
| Appenzeller Volkskunde-Museum Stein |                                                              |
| Ort                                 | Dorf 821 9063 Stein AR                                       |
| Architekt                           | Von Euw, Hauser, Peter + Prim (St. Gallen)                   |
| Eröffnung                           | 1987                                                         |
| Betreiber                           | Genossenschaft Appenzeller Volkskunde-Museum Stein AR        |
| Leitung                             | Caroline Raither-Schärli                                     |
| Website                             | www.appenzeller-museum.ch                                    |
| Öffnungszeiten                      | Das Museum ist seit 2. April 2024 vorübergehend geschlossen. |

Das Appenzeller Volkskunde-Museum befindet sich in Stein im Schweizer Kanton Appenzell Ausserrhoden und befasst sich mit der bäuerlich-sennischen Kunst und Kultur sowie der Textil-Heimindustrie des Appenzellerlandes. Neben einer umfangreichen Dauerausstellung präsentiert das Museum regelmässig Sonderausstellungen.

## Geschichte
Bereits Ende der 1970er-Jahre wurde ein Konsortium gegründet, das die Parzelle hinter dem Gemeindehaus und angrenzend an die Schaukäserei in Stein AR kaufte. Eine Interessengemeinschaft unter dem Präsidium von Willy Ringeisen und unter Mitwirkung des damaligen Gemeindehauptmanns Hans Koller brachte die Idee eines Zentrums für bäuerliches Leben und Volkskunst voran. Sie konnte die «Stiftung für Appenzellische Volkskunde» (Herisau) dafür gewinnen, Teile ihrer Sammlung im geplanten Museum in Stein auszustellen. Ein Patronatskomitee brachte in einer Sammelaktion das Startkapital auf, sodass 1982 die Gründungsversammlung für die Genossenschaft Appenzeller Volkskunde-Museum Stein AR stattfinden konnte. Willy Ringeisen wurde zum Leiter der Museumskommission ernannt, Hans Ulrich Baumberger zum Leiter der Baukommission. Für den Bau des Museums wurde ein Architekturwettbewerb ausgeschrieben. 1984 wurde die Baubewilligung erteilt, am 27. Mai 1987 konnte das Appenzellische Volkskunde-Museum eröffnet werden.
Träger des Appenzeller Volkskunde-Museums ist eine Genossenschaft. Das Museum verfügt über eine eigene Sammlung, deren Erweiterungsschwerpunkt im Bereich der Textilgeschichte liegt. Das Haus ist aber auch der Haupt-Ausstellungsort der Sammlung der Stiftung für Appenzellische Volkskunde, deren Sammlung mit Schwerpunkt Möbel- und Bauernmalerei fortlaufend durch Ankäufe und Schenkungen erweitert wird. Die Stiftung wurde 1977 gegründet und hat ihren Sitz in Herisau.

## Gebäude
Den Architekturwettbewerb zum Bau des Museums 1982 gewannen die Architekten Von Euw, Hauser, Peter + Prim (St. Gallen). In den Jahren 1984 bis 1987 wurde das Museum erstellt. Die Architekten schufen einen postmodernen Bau, der äusserlich auf die Umgebung Rücksicht nimmt und in seiner Gestaltungssprache lokal überlieferte Bauelemente integriert. Im Innern bietet das Haus grosszügige Ausstellungsräume, im ersten Stock sorgt Oberlicht für eine gute Belichtungssituation.
2010 wurde eine Dach- und Fassadenrenovation durchgeführt, 2013 erfolgte neben der Alphütte der Einbau einer Käsezelle zum Reifen der Mutschli. Bis in die 1990er-Jahre befanden sich im Erdgeschoss des Gebäudes noch ein Kiosk und eine Bankfiliale. Heute werden alle Räume vom Museum genutzt.
2016 wurde der Platz vor dem Museum und der Schaukäserei neu gestaltet. Der St. Galler Gartenbauarchitekt Peter Weber schuf einen begrünten Begegnungsort mit einem Brunnen in der Mitte. Gestiftet wurde der Platz von der Dr.-Fred-Styger-Stiftung.

## Sammlungsschwerpunkte
Schwerpunkte der Sammlung der Stiftung für Appenzellische Volkskunde, dessen Haupt-Ausstellungsort das Appenzeller Volkskunde-Museum ist, sind Appenzeller Möbelmalerei von 1700 bis 1850, Senntumsmalerei des 19. Jahrhunderts und sennisches Hand- und Kunsthandwerk (Weissküferei, Sennensattlerei, Tracht und Schmuck). Einen zweiten Schwerpunkt des Hauses bildet die Textilabteilung im Untergeschoss, die zugleich den Schwerpunkt der eigenen Sammlung des Museums bildet.

## Ausstellung
Die Dauerausstellung zeigt Appenzeller Sennenkultur, Möbel- und Bauernmalerei sowie eine Ausstellung zum historisch bedeutsamen Textilgewerbe. Das Museum verfügt auch über einen Kinoraum mit einer Auswahl von Filmen zu den Themen der Ausstellung: «Leben auf der Alp», «Leben und Weben», «Silvesterchlausen» und «Gelebte Tradition», die in verschiedenen Sprachen präsentiert werden.

### Appenzeller Sennenkultur

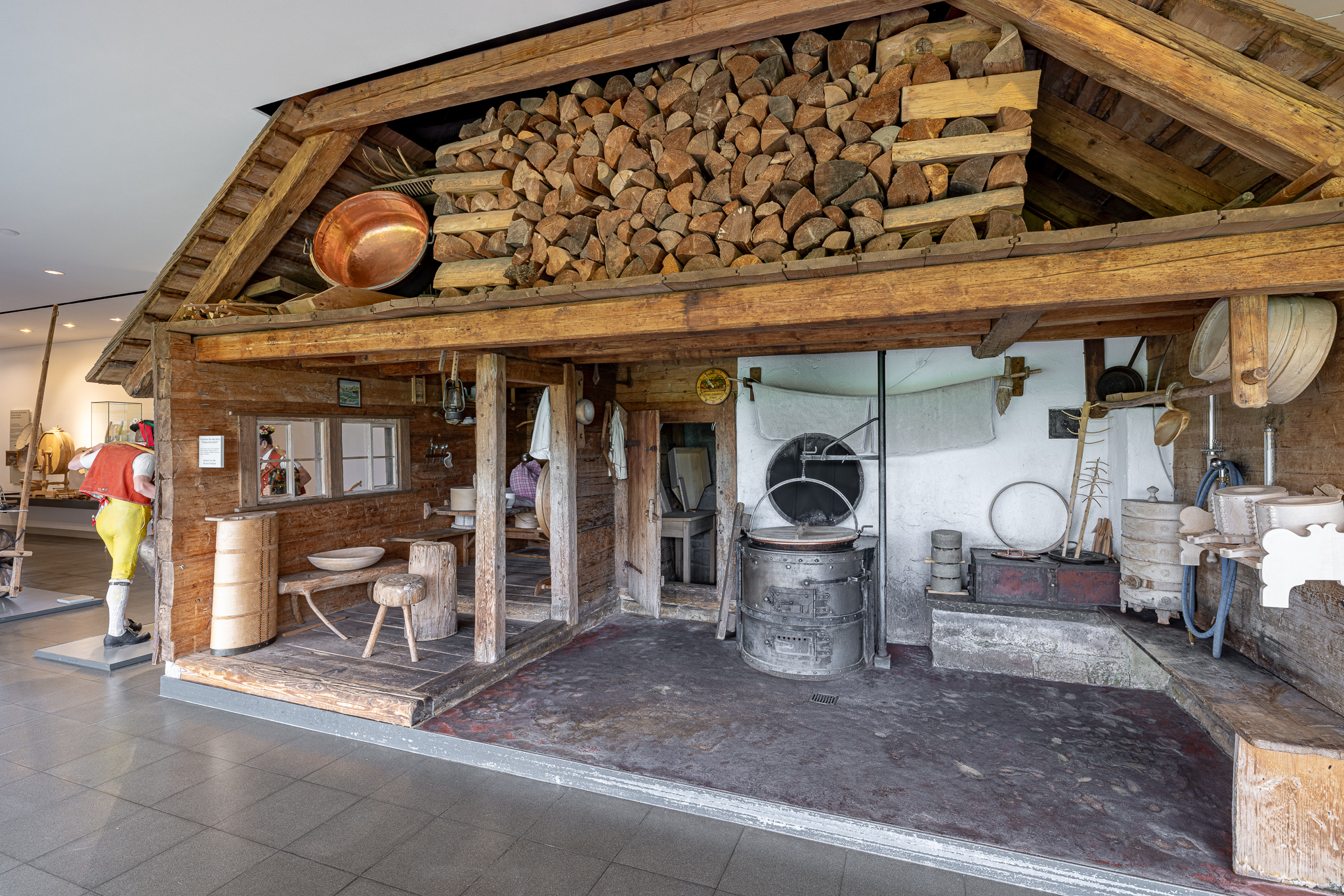
Die Alphütte mit der Käserei

Im Zentrum der Appenzeller Sennenkultur steht das Käsen. In der Ausstellung ist eine Alphütte aufgebaut, wo in regelmässigen Vorführungen ein museumseigener Käse hergestellt wird, der in der angrenzenden Käsezelle reift und anschliessend im Museumsshop verkauft wird. Zum Käsereihandwerk gehören allerlei Gerätschaften wie Eimer, Tansen oder Buder, hergestellt von Weissküfern und zum Teil mit kunstvollen Schnitzereien verziert. Zu sehen ist auch ein lebensgrosses Modell eines beladenen Gremplerpferds. Die Grempler brachten alles Nötige zum Käsen auf die Alp und die Molke zu Tal.
Ein weiteres Handwerk aus dem Umfeld der Sennenkultur ist die Sattlerei, bei der Lederarbeiten mit Messingbeschlägen wie Schellenriemen, Hundehalsbänder, Zaumzeug und Hosenträger hergestellt werden. Fein gearbeitete Schuhschnallen, Trachtenschmuck und verzierte Pfeifen mit Deckel (Lindauerli) sind weitere Zeugen der handwerklichen Kultur.

### Möbel- und Bauernmalerei
Die Appenzeller Möbelmalerei kam etwa ab der zweiten Hälfte des 17. Jahrhunderts auf. Vor allem Truhen, Schränke und Bettstätten wurden vollständig mit Ornamenten bemalt, in den Türfüllungen finden sich später auch Darstellungen von höfischen Genreszenen. Diese Möbel wurden von lokalen Handwerksmeistern hergestellt, Abnehmer waren Leute aus der dörflichen Oberschicht, die aus der Textil-Heimarbeit über Geld verfügten. Nach 1800 mischten die Möbelmaler ihren Stil vermehrt mit biblischen und barocken französischen Motiven. Es entwickelte sich ein ländlicher Biedermeierstil mit Darstellungen von Szenen aus dem Appenzellerland und aus dem Leben der Besitzerfamilien.
Ab etwa 1850 verlagerte sich die Malerei von den Möbeln auf Eimerbödeli (Unterseite der zur Schau getragenen Milcheimer) und eigene Bildtafeln, die an die Wand gehängt wurden. Die Senntumsmalerei entstand. Motive sind Tiere, Menschen und Häuser in einer gestaffelten Landschaft, teils ohne Rücksicht auf realistische Grössenverhältnisse oder Perspektive. Die Ausstellung in Stein konzentriert sich auf die Klassiker des 19. Jahrhunderts: Bartholomäus Lämmler, dem die Erfindung des Sennenbilds und die stilisierte Darstellung der Kuh zugeschrieben wird, Johannes Müller, Franz Anton Haim, Johannes Zülle, Johann-Jakob Heuscher und Johann Baptist Zeller. Ein Seitenblick gilt der Senntumsmalerei im Toggenburg. Ebenfalls vertreten sind Werke späterer Maler.

### Textilabteilung

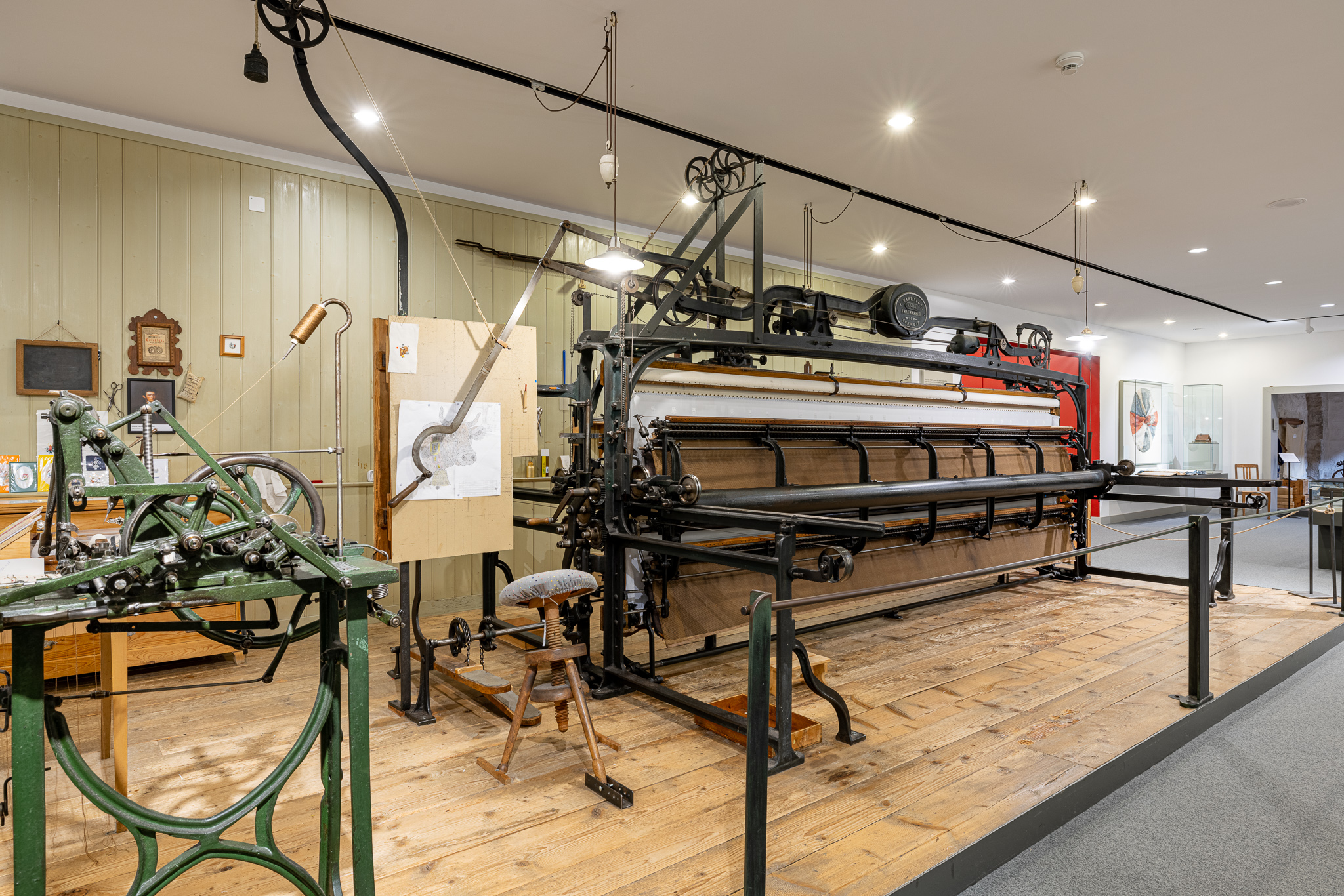
Die Handstickmaschine mit Pantograf von 1870 und die Fädelmaschine (links)

Die Textil-Heimindustrie hat das Appenzellerland stark geprägt (vgl. Textilindustrie in der Ostschweiz). Die grosszügige Ausstellung dazu nimmt das ganze Untergeschoss ein. Das Museum besitzt einen Plattstich-Webstuhl, eine Band- und eine Monogramm-Handstickmaschine je mit Pantograf und dazugehörender Fädelmaschine, mit der die vielen Nadeln eingefädelt werden. Diese Maschinen funktionieren noch und werden auch regelmässig durch Weberinnen und Stickerinnen zu Vorführzwecken in Betrieb genommen. Die im Museum bestickten und am Webstuhl hergestellten Textilien können im Museumsshop erworben werden. Teil der Textilabteilung sind ausserdem Musterbücher und Kollektionen von Web- und Stickmustern aus der Zeit um 1900 sowie eine Sammlung von Plattstichgeweben. Zum Textilbereich gehören auch die traditionellen Kleider, dazu sind im Museum zwei festliche Trachten aus dem Appenzellerland ausgestellt.

## Sonderausstellungen
Das Appenzeller Volkskunde-Museum Stein richtet regelmässig eine bis zwei Sonderausstellungen pro Jahr aus. Die Sonderausstellung 2023 «Von Reformtänzerinnen und Wollaposteln» von Gastkuratorin Iris Blum widmete sich der Lebensreform in der Ostschweiz von 1900 bis 1950. Die Reformbewegung, die «zurück zur Natur» wollte, fasste ab 1900 auch in der Ostschweiz Fuss: Im Kurhaus Mertens in Trogen, in der Sennrüti in Degersheim oder im Licht-, Luft- und Sonnenbad Herisau wurden neue Lebensformen erprobt.
Frühere Themen von Sonderausstellungen waren «Geschnitztes Appenzeller Brauchtum» (2022), «Appenzell in Afghanistan – unterwegs mit dem Fotografen Herbert Maeder» (2021), «Himmel und Erde – 300 Jahre Appenzeller Kalender» (2020) oder «Gut ist, was hilft – Appenzeller Tradition des Heilens» (2019), «Iigfädlet: Fergger gesucht – Berufe in der Textilindustrie» (2017), «Appenzeller Auswanderung – von Not und Freiheit» (2013), «Bauen im Dorf» (2010) oder «So Züüg – Populäre Objektkultur im Appenzellerland» (2008).

## Spezielle Exponate

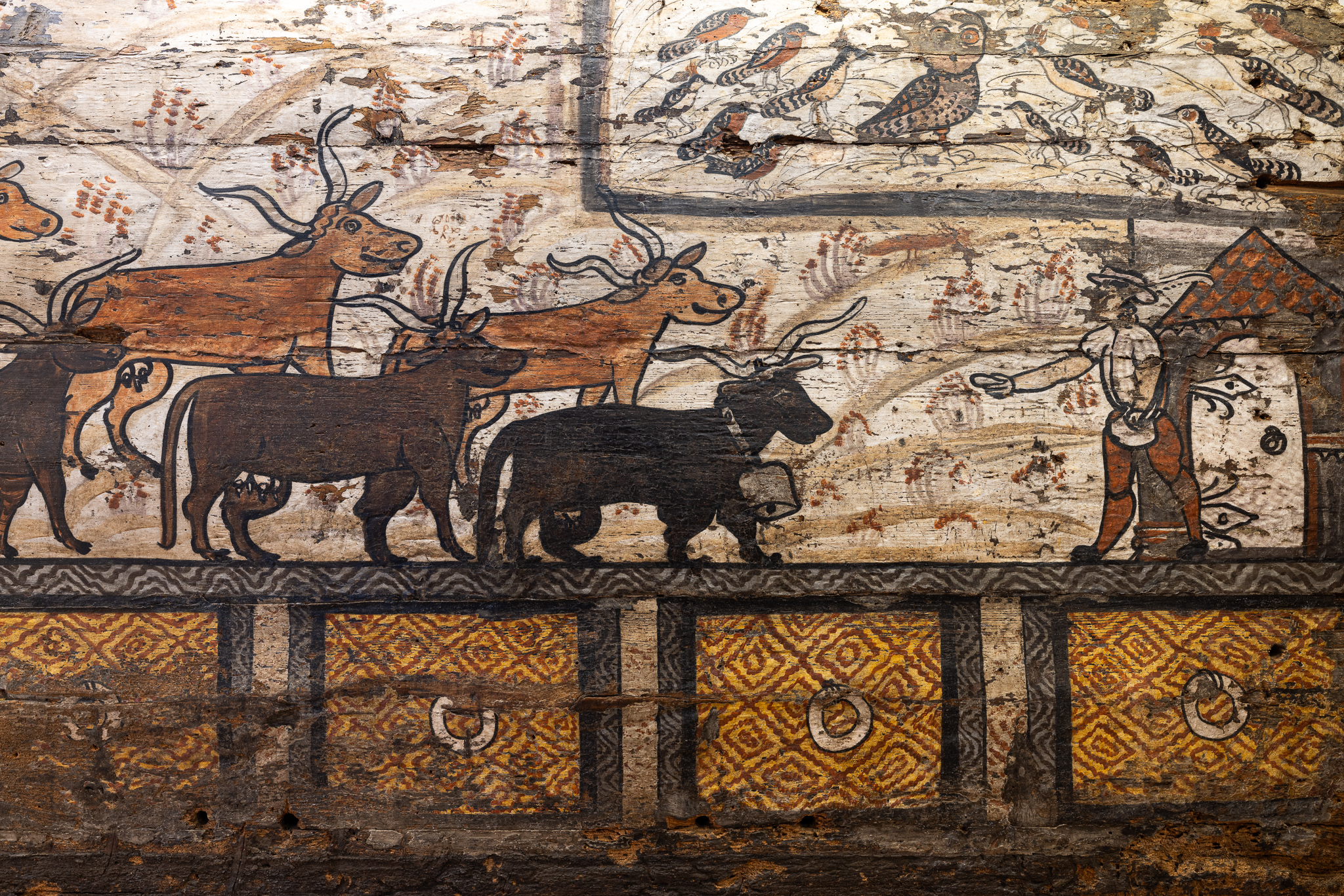
Ausschnitt aus den Gaiser Wänden mit Vögeln, Kühen und Senn

- Gaiser Wände: 1977 wurden beim Umbau des Hauses «Untere Säge Rotenwies» in Gais in einer Stube bemalte Holzbohlenwände aus der Zeit um 1600 entdeckt. Sie wurden ausgebaut, restauriert und im Museum neu aufgebaut. Es handelt sich dabei um ein wertvolles Zeugnis der Wandmalerei im ländlichen Gebiet jener Zeit. Die Malereien zeigen eine stark fragmentiert erhaltene Darstellung eines Ehepaars, prominent und grossflächig eine Kuhherde, die von einem Mann angelockt wird, rechts darüber einen Vogelschwarm und eine Eule als Verbildlichung einer Vogeljagd. Die gegenüberliegende Wand ist mit dekorativen Weinranken bemalt.[9]
- Die nachgebaute Alpkäserei mit allen Gerätschaften, die es braucht, um nach traditioneller Art Käse herzustellen: Ein Kessi über der Feuerstelle, Käseharfe und -schaufel, Eimer, Formen, Tücher etc. Die Käserei ist regelmässig für Vorführungen und Gruppenangebote in Betrieb.
- Der rund hundertjährige Plattstich-Webstuhl kann Weben und Sticken gleichzeitig. Wie beim Jacquardwebstuhl werden beim Plattstich-Webstuhl die Kettfäden über eine Lochkarte gesteuert. 1823 baute der Teufener Conrad Altherr zusätzlich eine Plattstichplatte ein, die Muster sehen damit aus wie handgestickt. Die Verbindungsfäden der Muster mussten aber weiterhin von Hand abgeschnitten werden. Es handelt sich um einen der letzten funktionierenden Plattstich-Webstühle Europas.[9]
- Die Handstickmaschine mit Pantograf zum Übertragen des Musters auf die Maschine: Sie ist zwei Tonnen schwer und wurde 1905 von F. Martini & Co. in Frauenfeld gebaut. Sie bestickt mit 312 Nadeln bis zu vier Meter breite Stoffe. Handstickmaschinen bedeuteten den ersten Mechanisierungsschritt in der Stickerei, verfügbar waren sie etwa ab 1840. Diese Maschinen wurden in den Kellern der Stickerhäuser aufgestellt, gestickt wurde weiter in Heimarbeit. Die ausgestellte Handstickmaschine gehörte Emil Nef, der sie 1913 kaufte. Er stickte bis ins Alter von 98 Jahren vor allem Einsätze für Sennenhemden.[9]

## Bilder

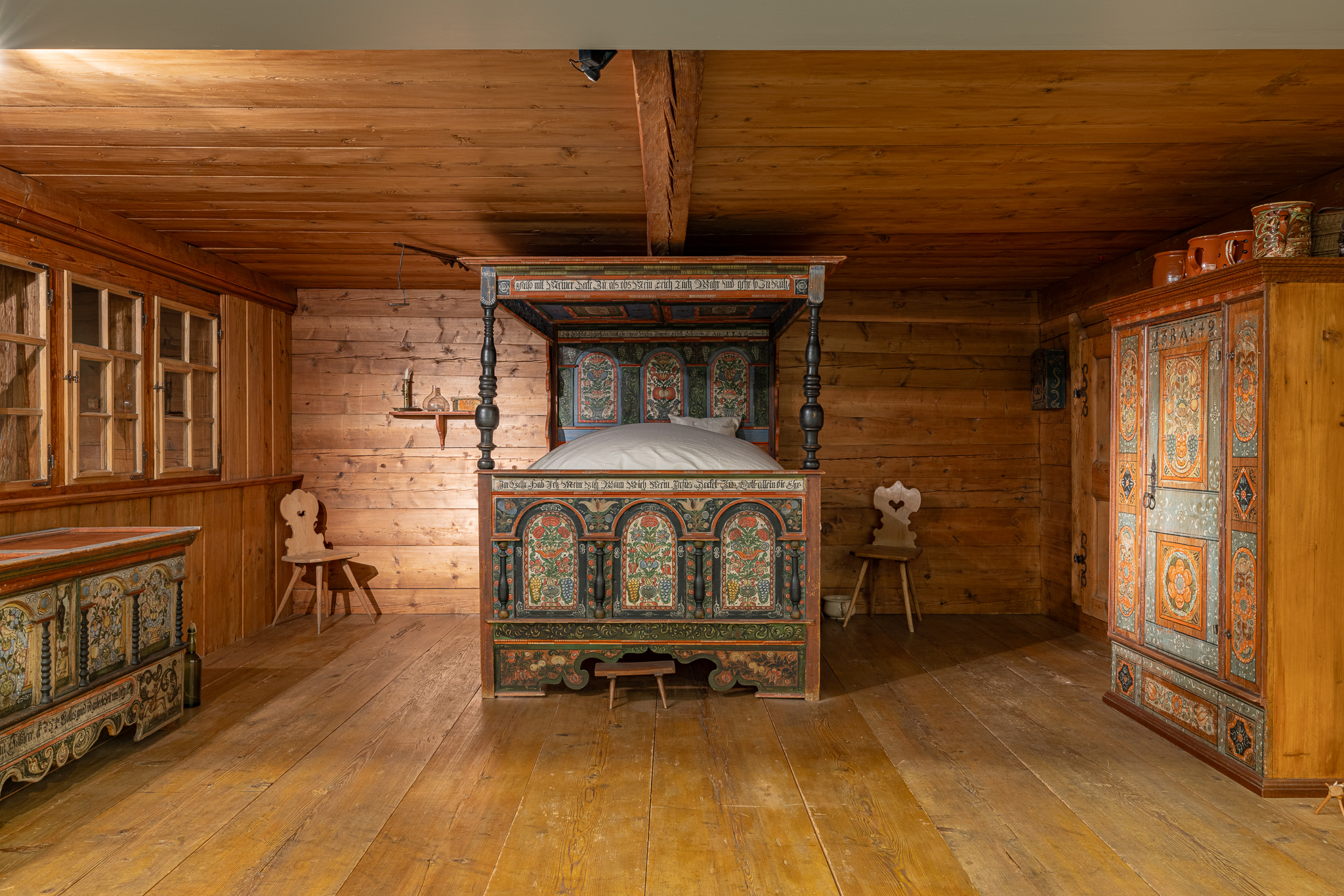
Bauernstube mit Truhe, Bett und Schrank mit traditioneller  Appenzeller Möbelmalerei
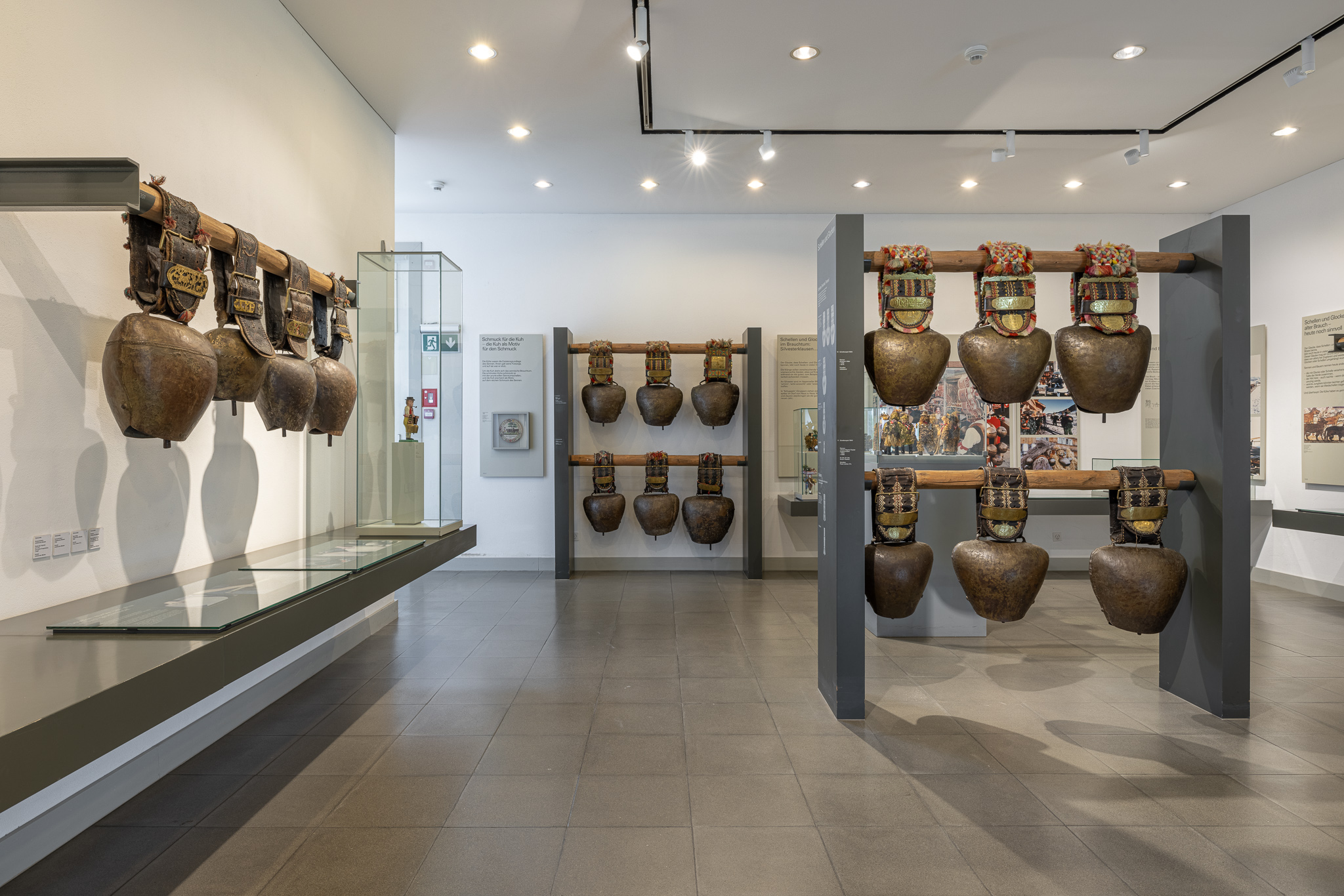
Kunsthandwerk Sennensattlerei: Schellenriemen
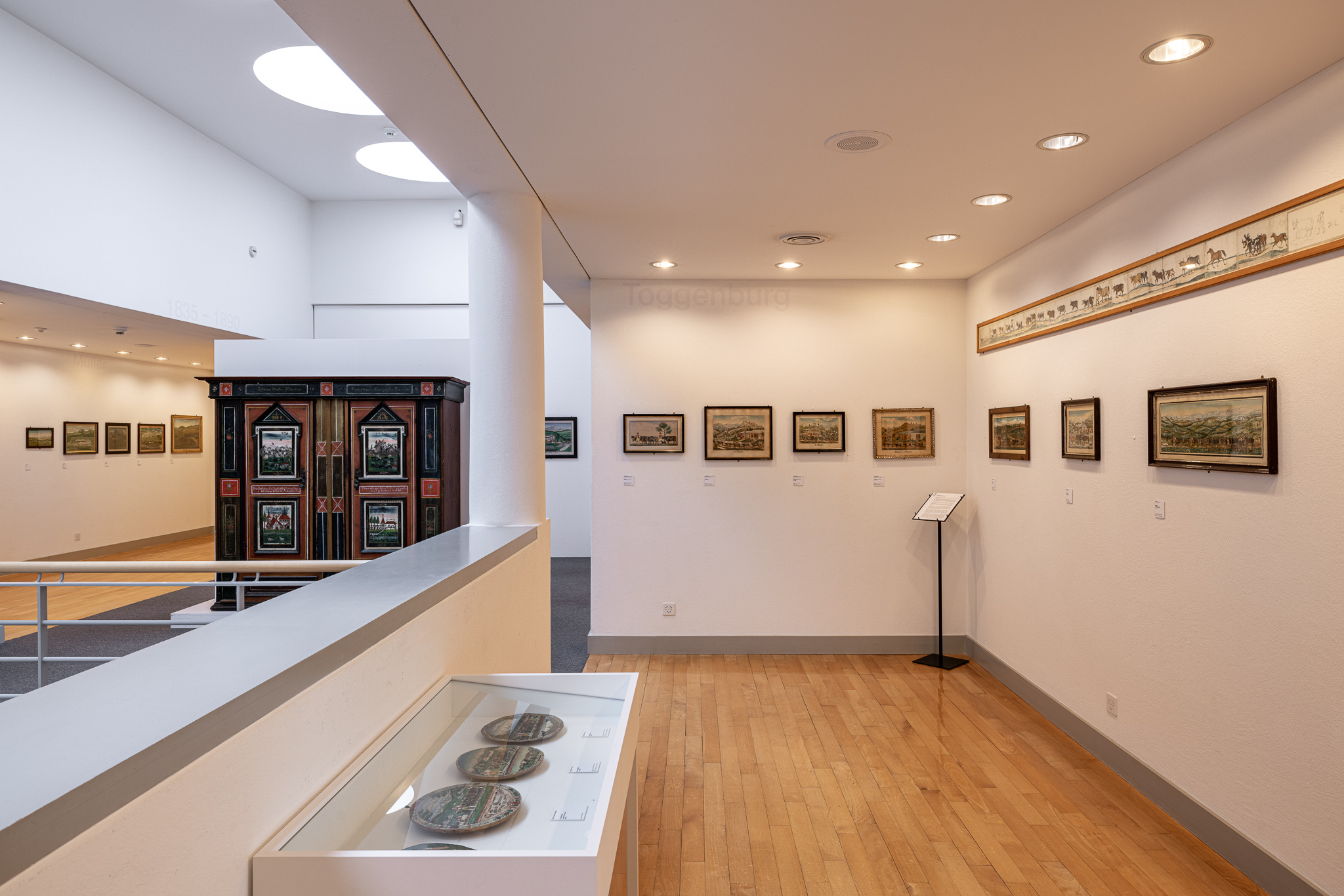
Blick in die Ausstellung zur Bauernmalerei
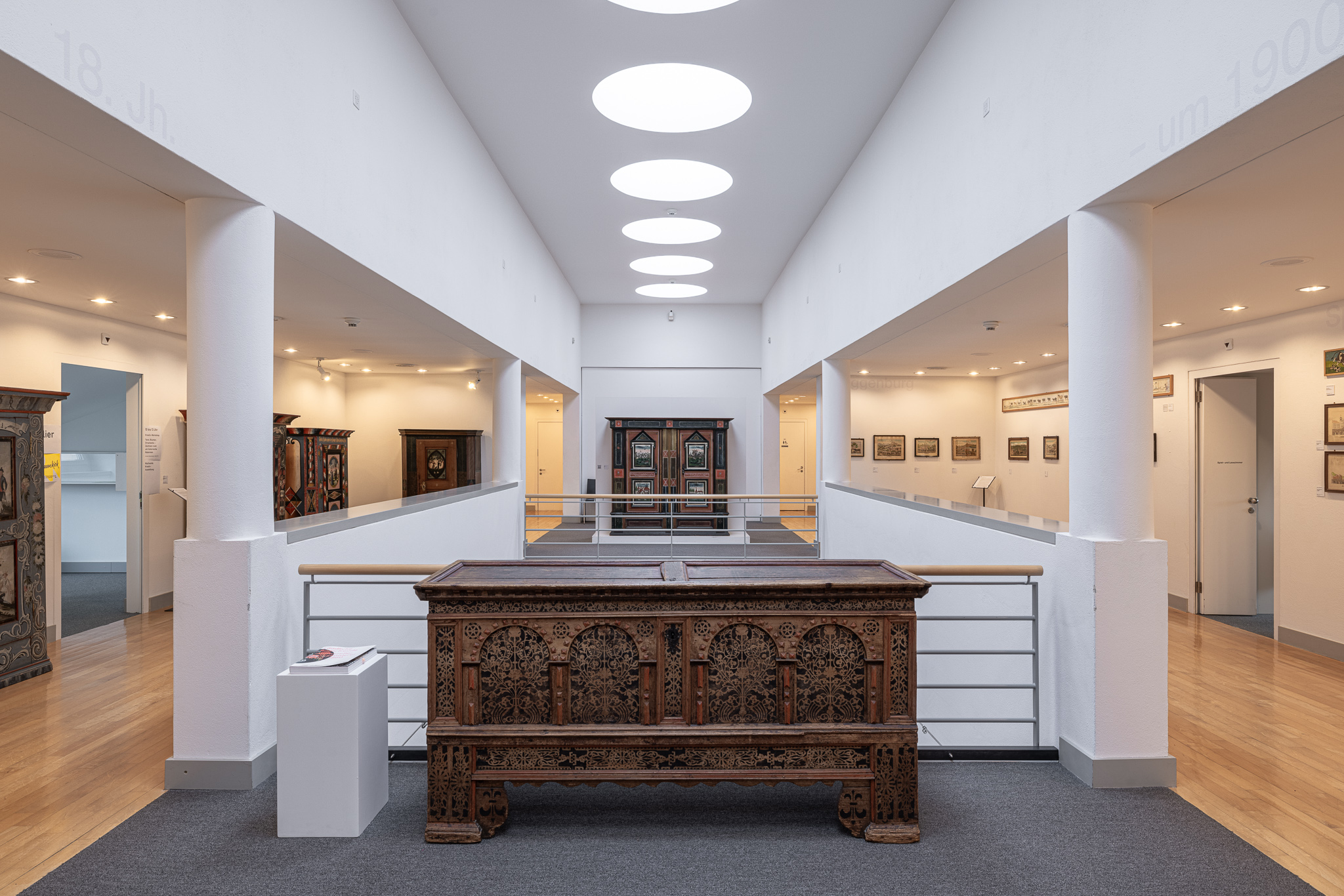
Wangentruhe mit Schablonenmalerei von 1696
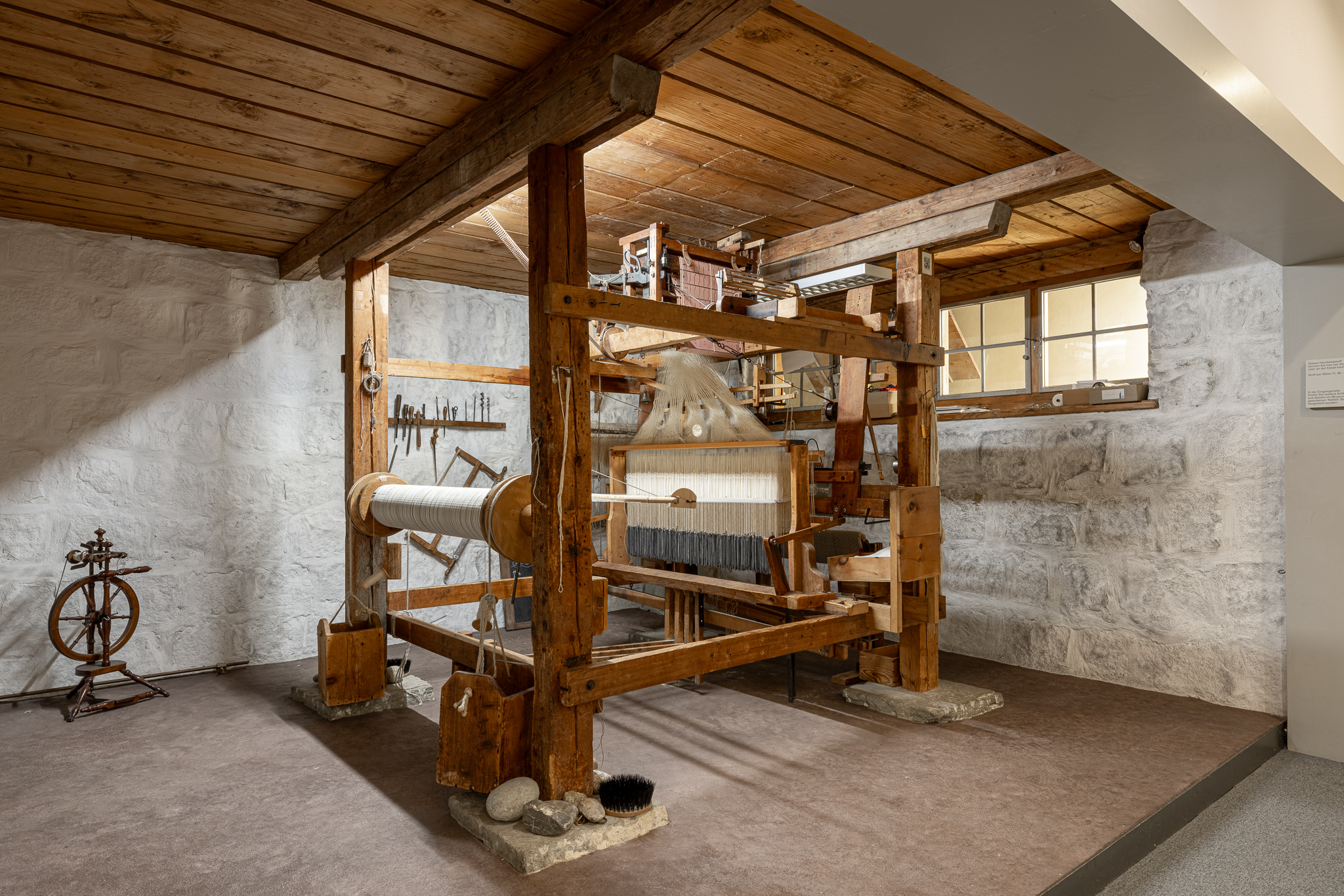
Der Plattstichwebstuhl kann Weben und Sticken gleichzeitig
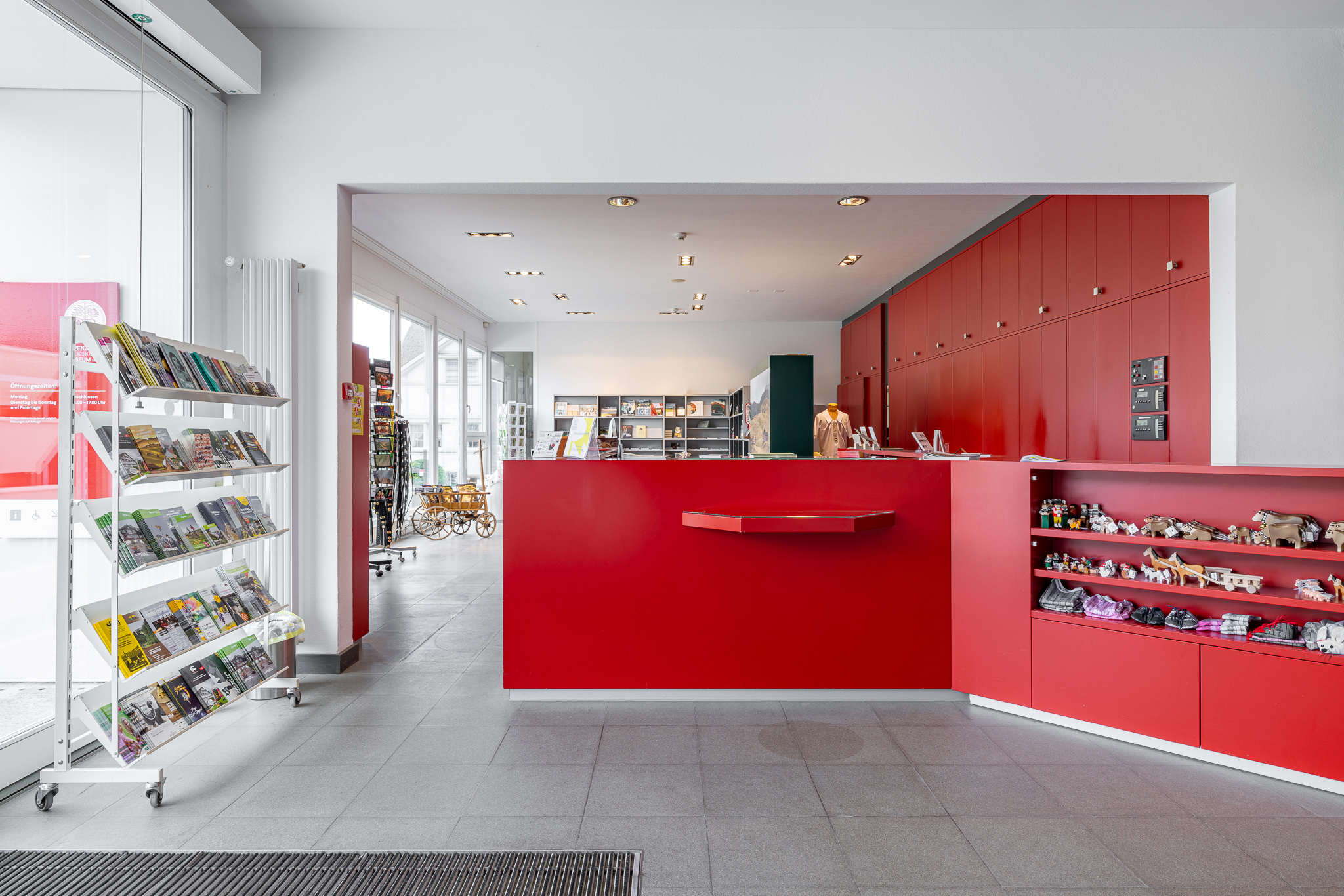
Foyer des Appenzeller Volkskunde-Museums Stein

## Weitere Angebote
Das Museum bietet zu den Sonderausstellungen und zu Museumstagen jeweils ein vielfältiges Rahmenprogramm an.
Es werden regelmässig öffentliche Führungen angeboten. In der Dauerausstellung gibt es vielfältige Aktivitäten, bei denen die Besucher Traditionen miterleben und beim Käsen in der Alphütte zuschauen oder die Stickmaschinen und den Webstuhl in Betrieb sehen können. Für Gruppen und Schulklassen gibt es Angebote zum selber Käsen oder Erleben von Volkskultur.
Das Appenzeller Volkskunde-Museum ist rollstuhlgängig. Es verfügt über einen Museumsshop, in dem u. a. die Stickereien und Webereien aus der Textilabteilung und der museumseigene Käse erhältlich sind. Es gibt ein Kombi-Ticket mit der benachbarten Schaukäserei und das gemeinsame Angebot für Gruppen «Käsen früher – Käsen heute».

## Trägerschaft
Das Museum wird von der Genossenschaft Appenzeller Volkskunde-Museum mit Sitz in Stein AR getragen, Präsident ist Charles Lehmann. Das Museum wird von einem Gönnerverein gefördert, der den Erwerb und die Präsentation neuer Ausstellungsobjekte sowie weitere Anschaffungen finanziell unterstützt.